# هجمات مطار روما 1973
كانت هجمات وخطف مطار روما عام 1973 بفعل المقاومة الفلسطينية وحدثت الهجمات في مطار ليوناردو دا فينشي - فيوميتشينو الدولي في فيوميتشينو، لاتسيو، إيطاليا، ادت هذه الهجمات إلى مقتل 34 شخص. بدأت الهجمات بغزو مبنى المطار وأخذ الرهائن، ومن بعدها تفجير طائرة بان أميركان ورلد إيرلاينز رقم 110.
كانت رحلة بان آم 110 رحلة مجدولة لشركة بان أميركان وورلد ايروايز من روما بإيطاليا إلى طهران بإيران والطيران فوق بيروت، لبنان. وفي 17 كانون الأول / ديسمبر 1973، قبل الإقلاع بقليل، تم غزو مبنى المطار وأشعلت النيران بالطائرة على أيدي مسلحين فلسطينيين، مما أدى إلى مقتل ثلاثين شخصًا على متن الطائرة واثنين في مبنى المسافرين.
بعد غزو الطائرات، اختطف المسلحون رحلة لوفتهانزا 303 وقتلوا شخصين آخرين قبل أن تحتجزهم دولة الكويت.

## خلفية
منذ الإطاحة بمنظمة التحرير الفلسطينية من الأردن، بعد الحرب الأهلية الفلسطينية الأردنية، قامت المنظمات العسكرية الفلسطينية بجعل جنوب لبنان ضمن مقرها، وتجنيد النشطاء من مخيمات اللاجئين الفلسطينيين. سمي جنوب لبنان أيضا باسم فتح لاند، وذلك بسبب سيطرة كاملة تقريبا من الفتح والمنظمات الفلسطينية العسكرية الأخرى على هذه المنطقة اللبنانية رسميا، والتي ترسل الهجمات ضد إسرائيل، واستهداف الاغلبية من المدنيين، والانخراط في حملة airflight الإرهابية الدولية.

## الغزو النهائي وإلقاء القنابل على رحلة بان آم 110
في 17 ديسمبر 1973، كان من المقرر أن تطير رحلة بان أم 110 من مطار ليوناردو دا فينشي الدولي في روما إلى مطار بيروت الدولي في لبنان ثم إلى طهران، إيران. كان الكابتن أندرو إربيك،  الضابط الأول روبرت دافيسون، ومهندس الطيران كينيث بفرانج.
في حوالي الساعة 12:51 مساءً (12:51) بالتوقيت المحلي، بينما كانت الرحلة 110 تستعد للتاكسي وهي عملية ارجاع الطائرة واخراجها من الموقف، شق خمسة فلسطينيين طريقهم عبر مبنى المطار مسلحين بأسلحة نارية وقنابل آلية. قام الإرهابيون بأخذ بنادق الرشاشات من حقائب الأمتعة وبدأوا في إطلاق النار في جميع أنحاء المحطة، مما أدى إلى تحطيم النوافذ وقتل شخصين. كان طاقم الطائرة في قمرة القيادة قادرين على مشاهدة المنظر المرعب للمسافرين وموظفي المطار. أعلن النقيب إيربيك على نظام الخط العام للطائرة أن هناك بعض الضجة في المحطة وأمر الجميع على متن الطائرة بالنزول على الأرض.
ركض العديد من المسلحين عبر المدرج باتجاه طائرة بان أمريكان، وألقوا أحد الفوسفور الحارق والقنابل اليدوية الأخرى من خلال الأبواب المفتوحة المفتوحة للطائرة. أطاحت الانفجارات بالطاقم والركاب على الأرض، وامتلأت المقصورة بدخان كثيف من الحرائق الناتجة. تمكنت المضيفات من فتح مخرج الطوارئ فوق الجناح على جانب واحد من الطائرة. حاول الطاقم إخلاء أكبر عدد ممكن من الركاب من خلال المخرج المتاح، لكن تسعة وعشرين راكبًا والضابطة ديانا بيريز لقوا حتفهم على متن الطائرة، بما في ذلك أحد عشر راكب في قسم الدرجة الأولى. وكان أربعة مسؤولين المغاربة  متوجهين إلى إيران في زيارة، وبوني إربيك زوجة القبطان  بين القتلى. نجا الكابتن إربيك من الهجوم. وقتل أيضا أربعة عشر موظفا في أرامكو وأفراد عائلات الموظفين. بعد ذلك تم تدمير الطائرة.

## اختطاف لوفتهانزا
خمسة مسلحين آخرين اخذوا العديد من الرهائن الإيطاليين وأعضاء طاقم لوفتهانزا الأرضي في رحلة لوفتهانزا 303 بوينج 737 المغادرة إلى ميونيخ. قُتل ضابط شرطة الجمارك الإيطالية، أنطونيو زارا (20 عامًا)، على الأرض عندما وصل لأول مرة إلى مكان الهجوم، بعد أن أعلن برج المراقبة في المطار عن الإنذار العام. ثم أجبروا الطاقم الذي كان على متن الطائرة على تحريك الطائرة نحو المدرج من أجل الإقلاع. في الجزء الأول من عملية التاكسي، طاردت عدة مركبات من Carabinieri و Guardia di Finanza (الشرطة العسكرية الإيطالية) الطائرة، ثم تركوا مطاردة الطائرة بعد تهديدات الخاطفين بقتل جميع الرهائن على متنها. في الساعة 13.32، بعد ما يزيد قليلاً عن نصف ساعة من بدء العمل، أقلعت الطائرة إلى أثينا حيث ستصل الساعة 16:50.

### التوقف في أثينا
عند الهبوط في أثينا، طالب الإرهابيون عن طريق الراديو بالإفراج عن مسلحين فلسطينيين مسؤولين عن هجوم سابق على صالة مطار إلينيكون الدولي (أثينا). وزعموا أنهم قتلوا خمسة رهائن، بمن فيهم ضابط الطائرة الأول. وهدد الإرهابيون أيضا بتحطم الطائرة في وسط أثينا إذا لم يتم تلبية مطالبهم. في الواقع، قُتل رهينة إيطالي واحد فقط، هو دومينيكو إيبوليتي، وجُرح آخر. أقلعت الطائرة مرة أخرى من أثينا بعد ستة عشر ساعة على الأرض وبعد أن أطلق المسلحون سراح الرهينة الجريح وألقوا جثة الرهينة المقتوله على المدرج.

### التوقف في دمشق
وتوجهت الطائرة بعد ذلك إلى بيروت، حيث رفضت السلطات اللبنانية السماح بالهبوط، وسدت المدرج بالمركبات. كما رفضت قبرص السماح بالهبوط ايضاً. أمر الإرهابيون الموجودون على متن الطائرة في النهاية بهبوط الطائرة في دمشق، سوريا، بسبب انخفاض الوقود في الطائرة. في سوريا، حاول قائد السلاح الجوي اللواء ناجي جميل إقناع الفلسطينيين بإطلاق سراح الرهائن، لكنهم رفضوا. قدم السوريون الطعام وزودوا الطائرة بالوقود. كما عالجوا إصابة في الرأس أصيب بها أحد الخاطفين. أقلعت الطائرة مرة أخرى بعد حوالي ساعتين إلى ثلاث ساعات.

### الهبوط في الكويت
بعد ذلك توجهت الطائرة إلى الكويت، حيث رفضت السلطات الكويتية السماح لها بالهبوط. أمر الإرهابيون الكابتن كرويس بالهبوط على أي مدرج ثانوي. بعد ساعة من المفاوضات بين المسلحين الفلسطينيين والسلطات الكويتية بإطلاق سراح جميع الرهائن الإثني عشر المتبقين  مقابل «المرور الحر» إلى وجهة مجهولة للخاطفين. سمح للإرهابيين بالاحتفاظ بأسلحتهم ووضعوا علامة V-for-النصر بأيديهم عند مغادرة الطائرة.

## ما بعد الكارثة
وذُكر أن السلطات الكويتية أخذت فيما بعد الخاطفين إلى قاعدة جوية للاستجواب. أعلنت الكويت أنها لا تنوي تقديم الخاطفين للمحاكمة، ونظرت في البداية في إطلاق سراح الخاطفين إلى منظمة التحرير الفلسطينية. في مارس 1974، الرئيس أنور السادات من مصر وافق على السماح لهم للقدوم إلى القاهرة تحت مسؤولية منظمة التحرير الفلسطينية.
تم إطلاق سراح الإرهابيين الخمسة في وقت لاحق بموجب مفاوضات خلال عملية خطف أخرى وقعت في 21 نوفمبر 1974، لكنهم أُعيدوا بعد ذلك إلى حجز منظمة التحرير الفلسطينية. لا أحد يعلم ما الذي حدث لهم بعد عودتهم إلى منظمة التحرير الفلسطينية.